# 山脇百合子 (英文学者)
山脇 百合子（やまわき ゆりこ、1918年6月5日 - 2019年1月31日）は、英文学者、実践女子大学名誉教授。

## 経歴
東京で童話作家横山壽篤、横山美智子の長女として生まれる。1936年3月に女子学院卒業、1940年3月に東京女子大学英文科卒業、1942年3月に早稲田大学英文科業卒。早稲田大学文学部大学院に1年間在籍。1944年4月に啓明学園女学校で英語教師になった後の同年10月から1947年4月まで朝日新聞東京本社に勤める。英国文化振興会の奨学金を利用して1952年7月から1953年10月までリヴァプール大学大学院に留学。
1954年4月に東京女子大学講師、1957年4月に女子美術大学講師、1958年4月に実践女子学園短期大学講師、1960年4月に同大学助教授、1966年4月に実践女子大学教授となった。1974年「エリザベス・ギャスケル研究」で立正大学文学博士。1988年10月に日本ギャルケス協会を設立し、初代会長に就任、1989年3月に実践女子大学を定年退職し、名誉教授となる。2006年3月に日本ギャルケス協会会長を退任。
2019年1月31日死去、100歳。

## 著書
- エリザベス・ギャスケル研究 北星堂書店 1976
- 英国女流作家論 北星堂書店 1978
- ブロンテ姉妹 著訳 英潮社出版 1978 講座・イギリス文学作品論
- 形而上詩人ジョン・ダン ルネッサンスに生きた現代人 近代文芸社 1994

### 監修
- ギャスケル文学にみる愛の諸相 北星堂書店 2002

### 翻訳
- アーサー・ポラード 風景のブロンテ姉妹 南雲堂 1996
- ギャスケル全集 7 シャーロット・ブロンテの生涯 大阪教育図書 2005